# Piansano
Piansano es una localidad y comune italiana de la provincia de Viterbo, región de Lacio, con 2.219 habitantes.

## Evolución demográfica
| Gráfica de evolución demográfica de Piansano entre 1861 y 2001 |
|                                                                |
| Fuente ISTAT - elaboración gráfica de Wikipedia                |